# Urbanus
Urbanus – rodzaj motyli z rodziny powszelatkowatych (Hesperiidae).

## Podział systematyczny
Do rodzaju zaliczane są następujące gatunki:
- Urbanus belli
- Urbanus dorantes
- Urbanus doryssus
- Urbanus esmeraldus
- Urbanus procne
- Urbanus pronus
- Urbanus proteus
- Urbanus simplicius
- Urbanus tanna
- Urbanus teleus
- Urbanus velinus